# إرنو لاسلو
إرنو لاسلو (بالمجرية: László Ernő) (بالإنجليزية: Ernő László) هو شخصية أعمال أمريكي ومجري، ولد في 11 يوليو 1897 في ترانسيلفانيا في رومانيا، وتوفي في مارس 1973 في سويسرا بسبب قصور القلب.